# Andrea Wagner (Model)
Andrea Wagner (* 28. November 1984 in Horn, Österreich) ist ein 
österreichisches Model.
Wagner arbeitet als kaufmännische Angestellte und betreibt ein Nagelstudio. Im Juni 2011 war sie das cybergirl 06/2011 in der deutschen Ausgabe des Playboys. Im April 2012 war Wagner das Titelgirl der deutschen Ausgabe des Magazins FHM. Wagner nahm an mehreren Missenwahlen teil und wurde 2008 Finalistin zur Wahl zur Miss Oberösterreich. Außerdem machte sie Fotoshootings mit dem österreichischen Starfotografen Stefan Dokoupil, Manfred Baumann und Roland M. Kreutzer. Sie lebt derzeit in Horn.